# Умбита
Умбита (исп. Úmbita) — город и муниципалитет в центральной части Колумбии, на территории департамента Бояка. Входит в состав провинции Маркес.

## История
Муниципалитет Умбита был выделен в отдельную административную единицу в 1778 году.

## Географическое положение

Муниципалитет Умбита

Город расположен на юго-западе департамента, в гористой местности Восточной Кордильеры, к западу от реки Боске, на расстоянии приблизительно 32 километров к юго-юго-западу (SSW) от города Тунха, административного центра департамента. Абсолютная высота — 2467 метров над уровнем моря.
Муниципалитет Умбита граничит на северо-западе с территорией муниципалитета Турмеке, на севере — с муниципалитетом Нуэво-Колон, на северо-востоке — с муниципалитетом Тибана, на востоке — с муниципалитетом Чинавита, на юге — с муниципалитетом Пачавита, на юго-востоке — с муниципалитетом Ла-Капилья, на западе и юго-западе — с территорией департамента Кундинамарка. Площадь муниципалитета составляет 148,17 км².

## Население
По данным Национального административного департамента статистики Колумбии, совокупная численность населения города и муниципалитета в 2015 году составляла 10 314 человек.
Динамика численности населения муниципалитета по годам:
| 2005   | 2006   | 2007   | 2008   | 2009   | 2010   | 2011   | 2012   | 2013   | 2014   | 2015   |
| ------ | ------ | ------ | ------ | ------ | ------ | ------ | ------ | ------ | ------ | ------ |
| 10 105 | 10 146 | 10 182 | 10 214 | 10 242 | 10 265 | 10 284 | 10 298 | 10 308 | 10 313 | 10 314 |

Согласно данным переписи 2005 года мужчины составляли 51,4 % от населения Умбиты, женщины — соответственно 48,6 %. В расовом отношении белые и метисы составляли 99,98 % от населения города; негры, мулаты и райсальцы — 0,02 %.
Уровень грамотности среди всего населения составлял 84,6 %.

## Экономика
Основу экономики Умбиты составляет сельское хозяйство.

55,7 % от общего числа городских и муниципальных предприятий составляют предприятия торговой сферы, 20,8 % — промышленные предприятия, 20,4 % — предприятия сферы обслуживания, 3,1 % — предприятия иных отраслей экономики.